# Petter Schwanzlos

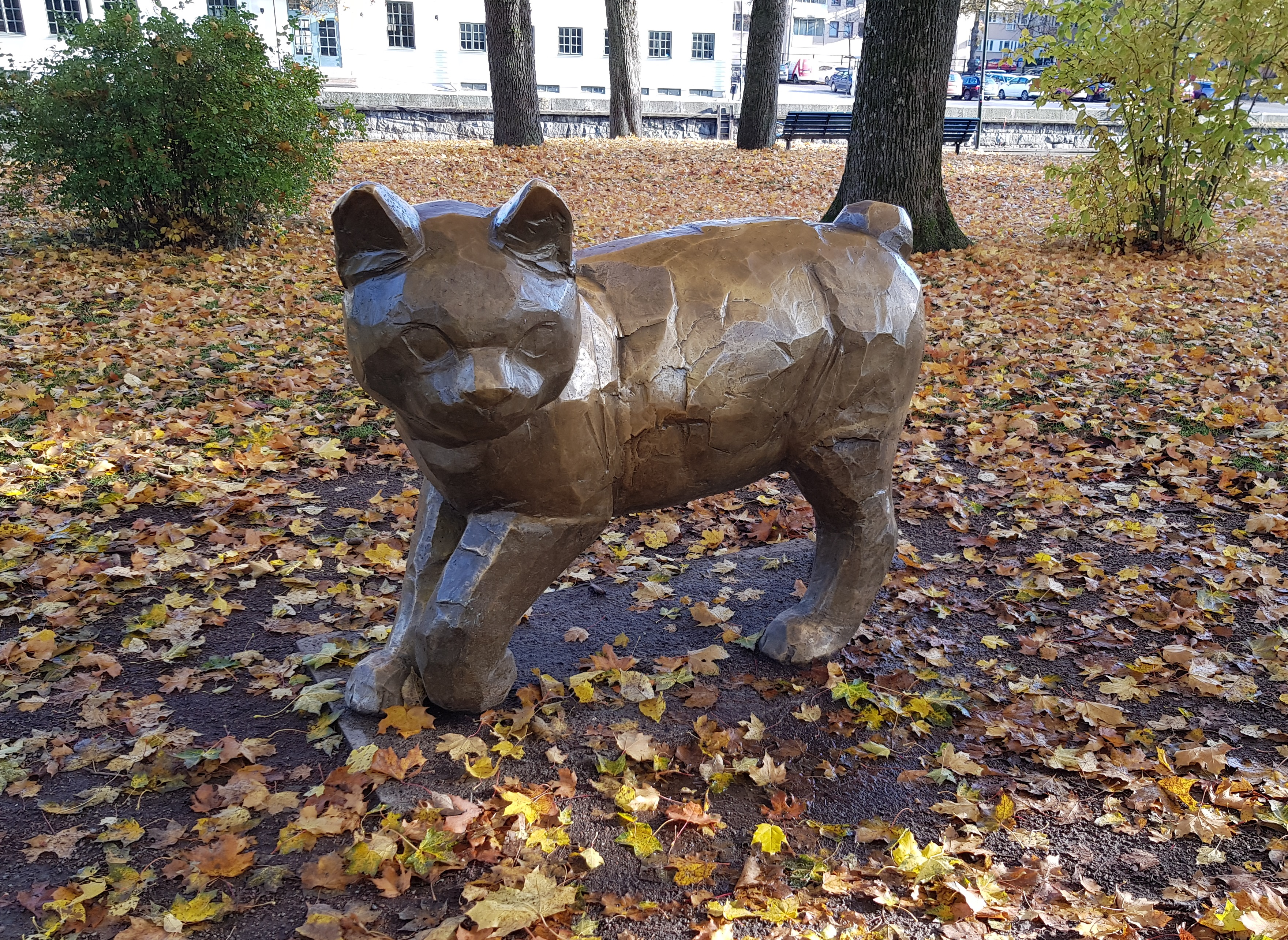
Pelle Svanslös Statue in Uppsala

Petter Schwanzlos, auch Moritz Stummel, Pelle Schwanzlos oder Pelle Ohneschwanz, (schwedisch: Pelle Svanslös) ist eine Kinderbuchreihe des schwedischen Radioproduzenten und Schriftstellers Gösta Knutsson.

## Handlung
In der Buchreihe geht es um einen Kater namens Petter Schwanzlos. Dieser kommt auf einem Bauernhof zur Welt. Wenige Tage nach seiner Geburt wird er von einer Ratte angegriffen, die ihm seinen Schwanz abbeißt. Eines Tages springt Petter als blinder Passagier in ein Auto und fährt so in die Stadt. Er wird von den beiden Kindern Ulle und Brigitta und ihren Eltern in ihr Zuhause aufgenommen. Besonders Brigitta kümmert sich sehr um Petter. In der Nachbarschaft wohnen die Katzen Mons, Bill und Bull, die Petter häufig ärgern und versuchen ihm Streiche zu spielen. Außerdem machen sie sich über seinen fehlenden Schwanz lustig. Doch die Streiche gehen häufig nach hinten los, so dass Mons und seine Freunde oft die Leidtragenden ihrer eigenen Bosheiten sind.

## Figuren
- Petter Schwanzlos, auch Moritz Stummel, oder Pelle Schwanzlos (schwedisch: Pelle Svanslös) ist ein kleiner Kater, dem von einer Ratte der Schwanz abgebissen wurde. Deshalb hat er nur noch ein kleines Stummelschwänzchen. Er ist stets gutmütig und hilfsbereit. Der Asteroid (8535) Pellesvanslös wurde nach Petter Schwanzlos benannt.
- Mons, auch Mauz oder Moppe (schwedisch: Måns) ist ein fieser Kater, der es liebt sich über Petter lustig zu machen und immer wieder versucht diesem Streiche zu spielen. Der Asteroid (8536) Måns wurde nach Mons benannt.
- Bill und Bull, auch Wusch und Wisch, sind zwei Kater, die mit Mons befreundet sind. Sie plappern diesem alles nach und machen stets alles, was er sagt, ohne sich je selbst darüber Gedanken zu machen. Außerdem berichtet Bull den anderen Katzen alles, was Mons ihm sagt. So verbreitet er zum Beispiel schnell böse Gerüchte über Petter. Der Asteroid (8537) Billochbull wurde nach Bill und Bull benannt.
- Maja Gräddnos ist eine Katze aus Stockholm. Petter verliebt sich in sie und bekommt mit ihr die Drillinge Maj, Muff und Murre.
- Dackel Max oder Dackel Waldi (schwedisch: Taxen Max) ist ein Hund, der genau wie Petter gemobbt wird, weil ihm ein Ohr fehlt. Petter freundet sich mit ihm an.
- Brigitta ist ein 10 Jahre altes Mädchen und lebt mit ihrer Familie in der Stadt. Als ihr Onkel eines Tages mit Petter in die Wohnung kommt, weiß Brigitta sofort, dass sie den kleinen Petter liebt und erklärt sich zu seiner Besitzerin. Brigitta hat einen Bruder namens Ulle. Dieser wünscht sich sehnlichst einen Hund und kann mit dem Kater Petter zunächst wenig anfangen. Später gewinnt er Petter aber sehr lieb.
- Minka (schwedisch: Gullan från Arkadien) ist eine Katze, in die sich Mons verliebt.
- Konrad ist ein großer roter Kater und der Cousin von Mons. Zusammen mit diesem versucht er immer wieder Petter Streiche zu spielen und diesen bloßzustellen.
- Frida ist eine Katze, die gerne Gedichte aufsagt und Geschichten erzählt, das aber nicht besonders gut. Sie bekommt mit dem Kater Fritz die Katzenkinder Fridolf, Fridolfina, Fridolin und Friskus.
- Alt Maja vom Domturm, auch Oma Lisa (schwedisch: Gammel-Maja i domkyrkotornet) ist eine alte Katzendame, die im Dom zu Uppsala lebt. Wegen des Glockenläutens kann sie nicht mehr gut hören. Der Asteroid (8538) Gammelmaja wurde nach Alt Maja vom Domturm benannt.
- Laban ist ein Kater, der Musikstücke komponiert. Der Asteroid (8539) Laban wurde nach Laban benannt.

## Hintergrund

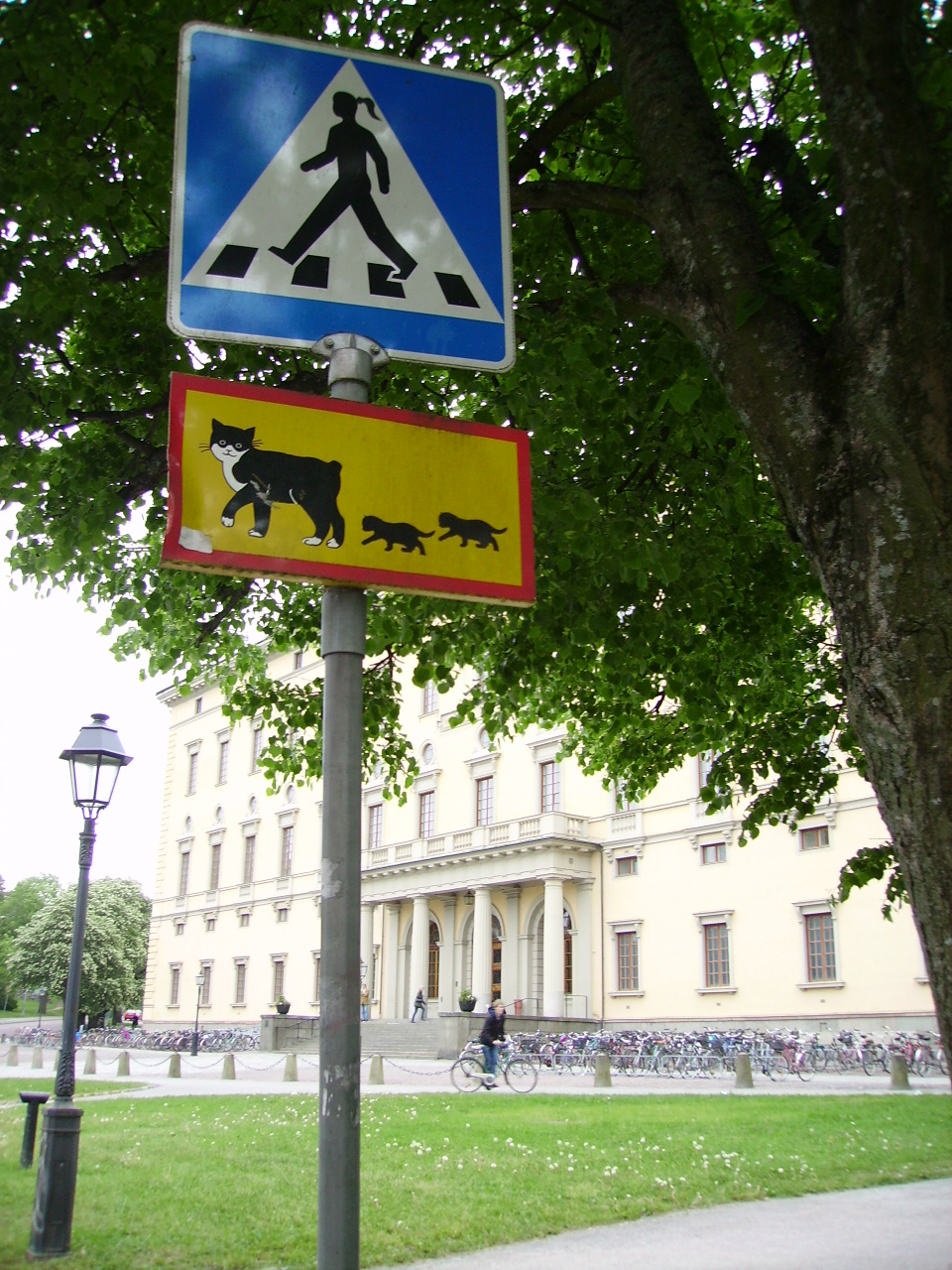
Pelle Svanslös Fußgängerüberweg

1937 erschienen die Geschichten über Petter Schwanzlos als Hörspielserie im Radio. Der Kater Petter Schwanzlos war das Alter Ego von dessen Erfinder Gösta Knutsson. Außerdem war Petter einer Katze aus Småland nachempfunden, der von einer Ratte der Schwanz abgebissen wurde. In Småland verbrachte Knutsson stets seinen Sommerurlaub. Knutsson schrieb die Geschichten zu Zeiten des Nationalsozialismus. Mit dem skrupellosen Kater Måns (deutsch: Mons) karikierte er Hitler. Dessen Freunde Bill und Bull wurden durch zwei Chemieprofessoren inspiriert, die in den 1940er Jahren an der Universität Uppsala arbeiteten und Mitläufer des Nationalsozialismus waren. Einige der Nebenfiguren aus der Serie orientierten sich an Menschen aus Knutssons Heimatort Uppsala. In den Geschichten werden Werte vermittelt, wie Toleranz und die Gleichwertigkeit aller Menschen. Zudem wird Mobbing thematisiert.
1939 erschien das erste Buch über Petter Schwanzlos. Es folgten weitere Bücher, die in viele verschiedene Sprachen übersetzt wurden. Illustriert wurden die schwedischen Bücher von Lucie Lundberg.
In Schweden erschien von 1962 bis 1972 eine Comicserie über Petter Schwanzlos.
Einige Asteroiden wurden nach den Figuren aus Petter Schwanzlos benannt. So gibt es (8535) Pellesvanslös, (8536) Måns, (8537) Billochbull, (8538) Gammelmaja und (8539) Laban. Die Asteroiden wurden am 21. März 1993 vom schwedischen Astronomen Claes-Ingvar Lagerkvist am La-Silla-Observatorium in Chile entdeckt.

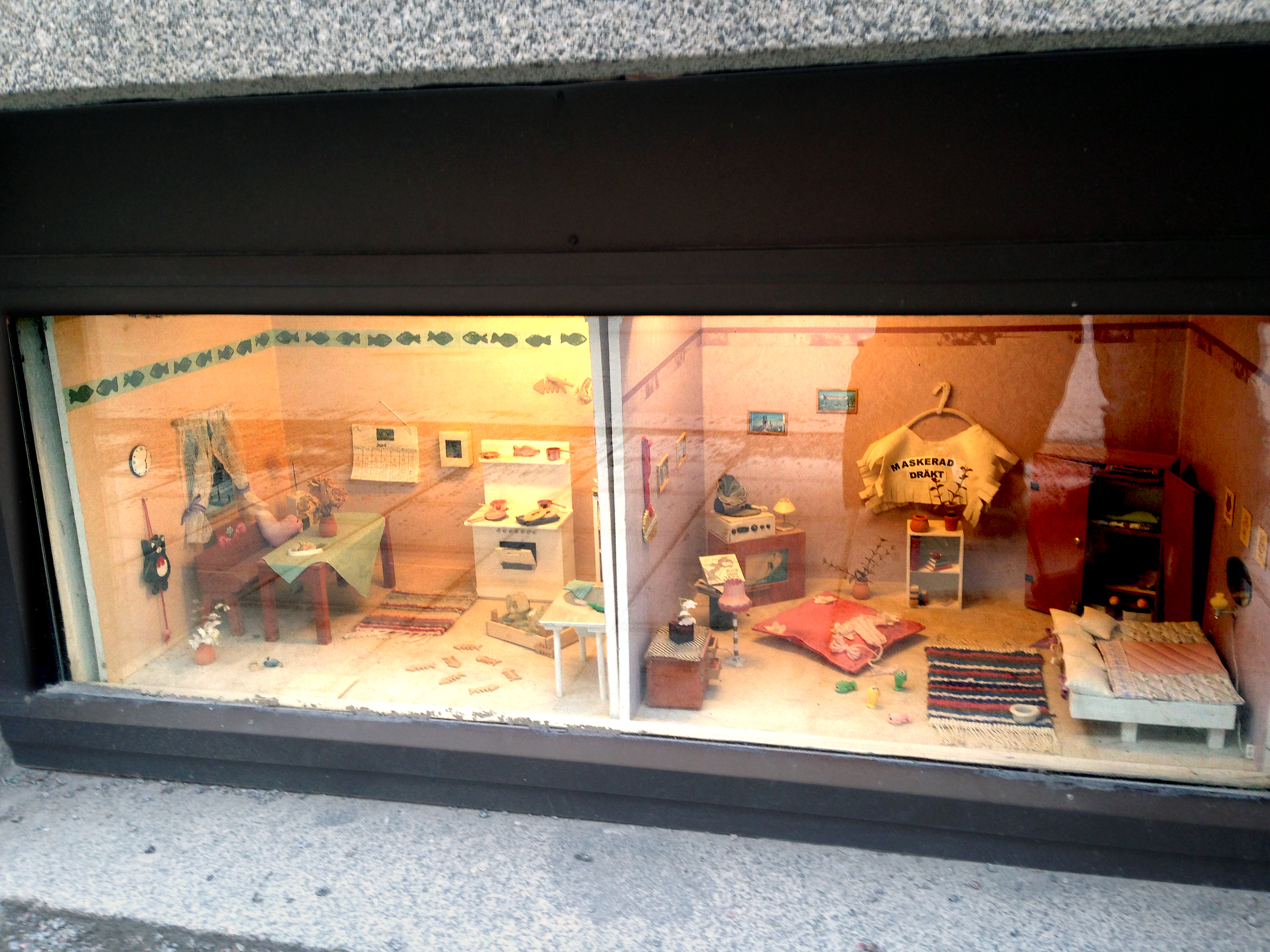
Pelle Svanslös Guckloch in Uppsala

In Uppsala, der Heimat von Petter Schwanzlos, sowie dessen Erfinders Gösta Knutsson gibt es einige kleinere Sehenswürdigkeiten, die an die Buchreihe erinnern. Dort befinden sich eine Statue von Petter Schwanzlos, ein Guckloch, Zebrasteifenschilder und ein Pelle Svanslös Spielplatz. Auch ein großes Graffitikunstwerk von Charlie Granberg zeigt Petter Schwanzlos und seine Freundin Maja. In einem eigenen digitalen Spiel können Kinder und Erwachsene Petter Schwanzlos Spuren in der Stadt nachverfolgen.

## Buchausgaben
schwedischsprachige Ausgaben
- 1939 – Pelle Svanslös på äventyr
- 1940 – Pelle Svanslös på nya äventyr
- 1941 – Pelle Svanslös i Amerika
- 1942 – Pelle Svanslös klarar sig
- 1943 – Hur ska det gå för Pelle Svanslös?
- 1944 – Pelle Svanslös och taxen Max
- 1945 – Pelle Svanslös i skolan
- 1946 – Heja Pelle Svanslös
- 1947 – Pelle Svanslös och Maja Gräddnos
- 1948 – Trillingarna Svanslös
- 1951 – Alla tiders Pelle Svanslös
- 1957 – Pelle Svanslös och julklappstjuvarna  (Neuausgabe: Pelle Svanslös räddar julen)
- 1972 – Pelle Svanslös ger sig inte

deutschsprachige Ausgaben
- 1953 – Petter Schwanzlos (Pelle Svanslös på äventyr, 1939)
- 1986 – Moritz Stummel fährt Ski (Pelle Svanslös åker skidor, 1970, Bilderbuch)
- 1986 – Moritz Stummel sieht Gespenster (Pelle Svanslös och spöket, 1970, Bilderbuch)
- 1986 – Moritz Stummel geht zur Schule (Pelle Svanslös i plugget, 1971, Bilderbuch)
- 1986 – Moritz Stummel auf dem Maskenball (Pelle Svanslös på maskerad, 1976, Bilderbuch)

## Verfilmungen
- 1964–1965 – Pelle Svanslös (Fernsehserie)
- 1981 – Pelle Ohneschwanz (Pelle Svanslös)
- 1985 – Pelle auf großer Fahrt (Pelle Svanslös i Amerikatt)
- 1997 – Pelle Svanslös (Fernsehserie)
- 2000 – Pelle Svanslös och den stora skattjakten
- 2020 – Pelle Ohneschwanz

## Weitere Veröffentlichungen
Gesellschaftsspiele
- 1960er Jahre – Pelle Svanslös Klättra och Kana[16][17]
- 1972 – Pelle Svanslös Jätte Pussel[8]
- 1980 – Pelle Haleløs' baggårdsjagt[18]
- 1997 – Pelle Svanslös på strömmingsjakt (1997)[19]
- 2006 – Pelle Svanslös spelet[20]

deutschsprachige Hörspiele
- 1997 – Pelle Schwanzlos beim Wettkampf (schwedisch: Heja, Pelle Svanslös; mit den Geschichten: Kuh-Milch oder Knurriger Muffe; Der Kanarienvogel Matthias; Pelle Schwanzlos mit der Nummer 13; Alt-Maja beim Kugelstoßen; Die tüchtige Lovisa; Auf geht's, Pelle Schwanzlos), Hörspielkassette von Gammafon. Erzähler: Einar Schlereth[21]
- 1997 – Pelle Schwanzlos im Tivoli (schwedisch: Pelle Svanslös På Tivoli; mit den Geschichten: Rasieren oder Schneiden; Die Maifeier auf dem Gaunerberg & Ein Karussell, ein Fischteich und eine Wahrsagerin; Moppe macht eine Erbschaft; Moppes Fest; Gespenstergeschichten; Kanonendonner in der schmalen Gasse), Hörspielkassette von Gammafon. Erzähler: Einar Schlereth[22]
- 1997 – Pelle Schwanzlos und der Schneemann (schwedisch: Pelle Svanslös Åker Skidor; mit den Geschichten: Der Troll Im Hof; Der Lebendige Schneemann; Der Fremde Kater; Lasse Lappen; Ein Schwanzloser Mehlsack; Der Hase Und Der Igel; Auf Die Plätze, Fertig, Los!), Hörspielkassette von Gammafon. Erzähler: Einar Schlereth[23]